# Hénin-Beaumont

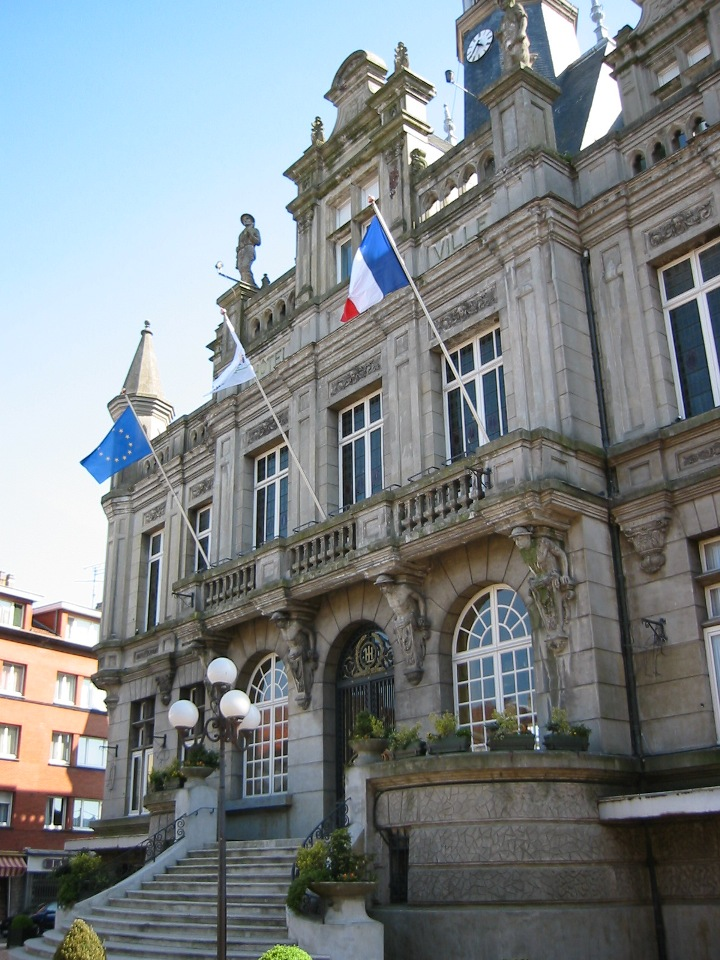
Hôtel de ville i Hénin-Beaumont

Hénin-Beaumont är en kommun i departementet Pas-de-Calais i regionen Hauts-de-France norra Frankrike. År 2022 hade Hénin-Beaumont 25 764 invånare.
Kol upptäcktes i nuvarande Nord-Pas-de-Calais gruvområde 1852,  vilket ledde till en invandring av gruvarbetare till Hénin-Beaumont. En järnvägsstation byggdes 1859 av la compagnie des chemins de ger du Nord. Under det fransk-tyska kriget byggde staden 1870 upp ett framgångsrikt försvar mot den preussiska armén. Däremot ockuperades staden av den tyska armén i oktober 1914, varefter invånarna evakuerades i april 1917. Innan tyskarna lämnade staden i oktober 1918, sprängde de kyrkan Saint-Martin, som återuppfördes 1932. Gruvbolaget La Compagnie de mines de Dourges återuppförde kyrka Sainte-Marie i staden Foch i kommunen 1928. Rådhuset byggdes upp igen 1925 och järnvägsstationen 1933.
Staden har tidigare normalt styrts av socialisterna, men styrs numera av Front National.

## Bildgalleri

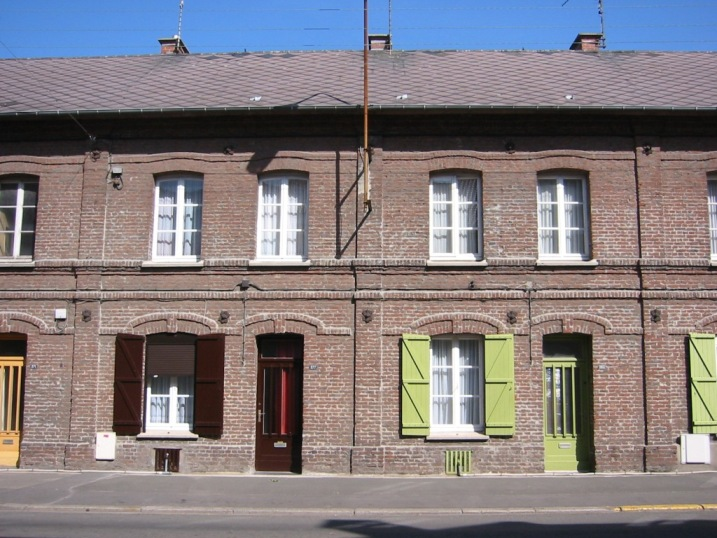
Gruvarbetarbostäder i Hénin-Beaumont

## Befolkningsutveckling
Antalet invånare i kommunen Hénin-Beaumont
| Referens: INSEE |